# 芬兰元老院
芬兰元老院（芬蘭語：Suomen senaatti）是芬兰大公国在1816年—1917年和芬兰独立后的1917年—1918年的政府机构，结合了内阁和最高法院的功能。芬兰元老院的前身于1806年由亚历山大一世召开波尔沃议会期间建立。1816年改名为“元老院”，以示与俄罗斯帝国元老院同级。1918年1月，芬兰赤卫队推翻元老院，芬兰内战爆发。